# Spoorlijn Wingen-sur-Moder - Saint-Louis-lès-Bitche
De Spoorlijn Wingen-sur-Moder - Saint-Louis-lès-Bitche was een Franse spoorlijn van Wingen-sur-Moder naar Saint-Louis-lès-Bitche. De lijn was 12,0 km lang en heeft als lijnnummer 166 000.

## Geschiedenis
De lijn werd aangelegd door de Reichseisenbahnen in Elsaß-Lothringen en geopend op 16 december 1889. In 1953 werd de lijn gesloten en vervolgens opgebroken.

## Aansluitingen
In de volgende plaats was er een aansluiting op de volgende spoorlijn:
Wingen-sur-Moder
RFN 161 000, spoorlijn tussen Mommenheim en Sarreguemines